# Font de Casil
La font de Casil és una font del terme municipal de Tremp, del Pallars Jussà, a l'antic terme ribagorçà de Sapeira, en territori del poble del Pont d'Orrit.
Està situada a 715 m d'altitud, al sud-sud-est del Pont d'Orrit, a la dreta del barranc de Casil, afluent per la dreta del barranc de Martinet.